# لاسلطوية اشتراكية
اللاسلطوية الاشتراكية (بالإنجليزية: Social anarchism)‏ (وتسمى أيضًا اللاسلطوية الاجتماعية أو الاشتراكية اللاسلطوية، وأحيانًا بالتبادل مع الاشتراكية التحررية والتحررية اليسارية أو مع اليسارية اللاسلطوية في مصطلحاتها) هي تسمية استخدمت بداية في عام 1971 من قبل جيوفاني بالديلي كعنوان لكتابه حيث يناقش في تنظيم المجتمع أخلاقيًا من وجهة نظر لاسلطوية. يستخدم المصطلح اليوم للتمييز بين فئتين كبيرتين من اللاسلطوية أولاهما شمولية والأخرى فردانية.